# Gaspard Cochon-Dupuy
Gaspard Cochon du Puy, écuyer, seigneur du Courdault (Rochefort, 11 mai 1710 - Rochefort, 7 janvier 1788), est un médecin français.

## Biographie
Fils de Jean Cochon-Dupuy, reçut son grade de docteur à la faculté de médecine de Paris en 1734. Il devient médecin du port de Rochefort en 1735, où il assiste son père Jean et s'occupe de l'école d’anatomie et de chirurgie de Marine.
Directeur du jardin botanique à partir de 1741, il enseigne notamment la botanique et le classement des plantes à l'École.
En 1757, au décès de son père, il lui succède dans les fonctions de premier médecin de la marine du port et de directeur de l'École de chirurgie de marine. Il conserve ses postes jusqu'à sa mort.
Conseiller du roi, associé régnicole de la Société royale de médecine, il est fait chevalier de l'ordre de Saint-Michel en 1758.
En 1768, il rédige le règlement des Écoles de chirurgie qui fixe, articles VIII et IX, les modalités pratiques de l'enseignement de la botanique pour les médecins des Écoles.
Marié à Marie Olive des Herbiers de L'Estenduère, fille de l'amiral Henri-François des Herbiers, marquis de l'Estenduère et veuve de Charles des Herbiers de La Ralière, il est le beau-père du comte Louis Alexandre d'Hanache et du marquis Jean Pascault de Poléon (frère de Louis Pascault de Poléon).

## Hommages
Il donne son nom à la place Gaspard Cochon-Dupuy, à Rochefort.

## Publications
- Manuel des opérations de chirurgie, 1726
- Anatomie des viscères, pour servir à l'instruction des chirurgiens de la marine, 1743

### Sources et bibliographie
- Pierre-Damien Rainguet, Biographie saintongeaise, 1851
- Serenella Nonnis-Vigilante, La santé des populations civiles et militaires. Nouvelles approches et nouvelles sources hospitalières, XVIIe – XVIIIe siècles, Presses Universitaires du Septentrion, 2019
- Michel Sardet, Le jardin botanique de Rochefort et les grandes expéditions maritimes, 2001
- Michel Sardet,  Un modèle sous l'Ancien Régime : l'École de chirurgie du port de Rochefort (1722-1789), 2000
- Jacques Bernard, Médecine et remèdes en France au XVIIIe siècle, 2001